# Municipio de Atwell
El municipio de Atwell (en inglés: Atwell Township) es un municipio ubicado en el  condado de Rowan en el estado estadounidense de Carolina del Norte. En el año 2010 tenía una población de 12.428 habitantes.

## Geografía
El municipio de Atwell se encuentra ubicado en las coordenadas 35°32′44.5″N 80°40′41.25″O / 35.545694, -80.6781250.